# Bezirksverwaltungsgericht Vilnius

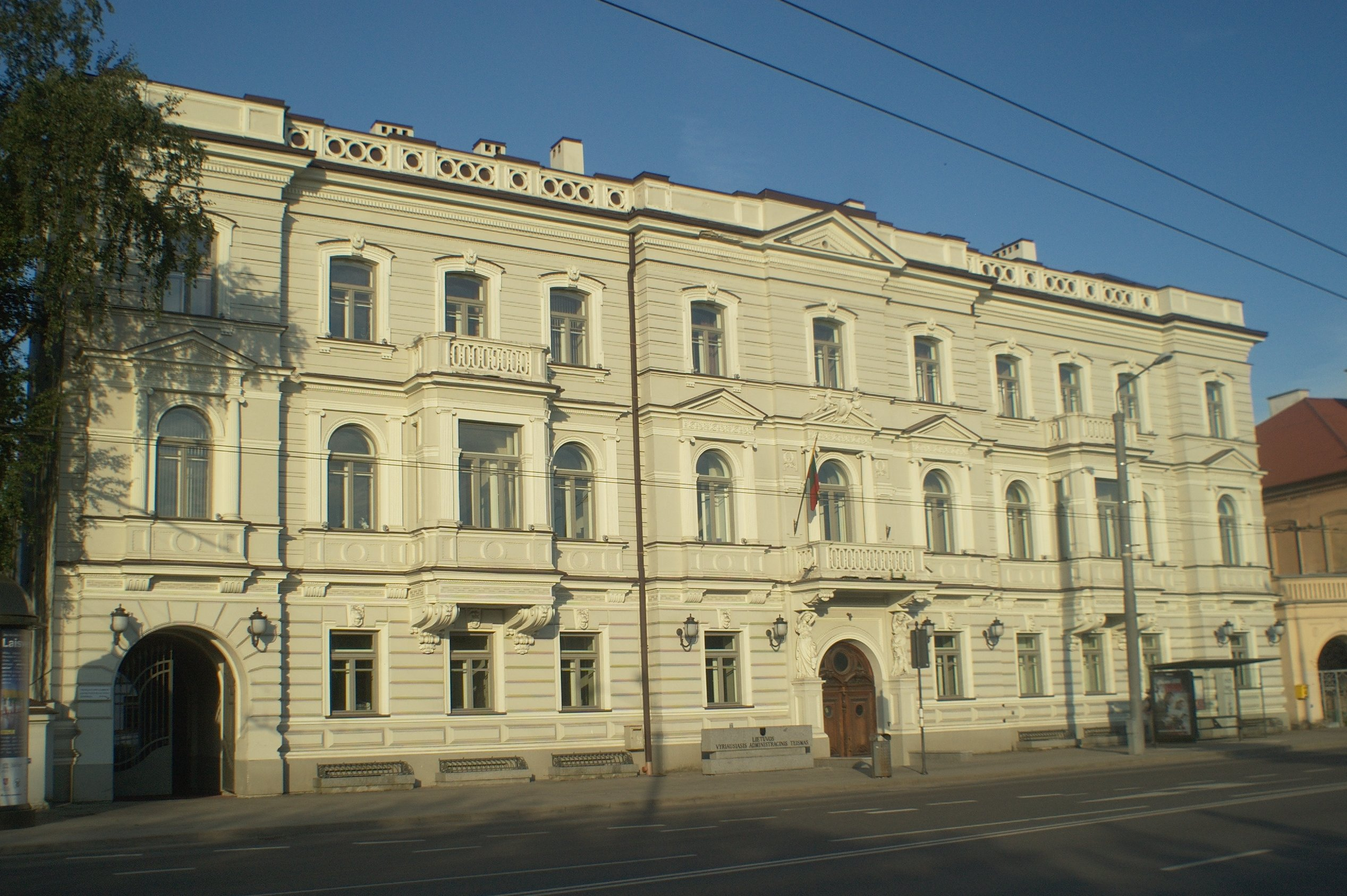
Bezirksverwaltungsgericht Vilnius (und Oberstes Verwaltungsgericht Litauens)

Das Bezirksverwaltungsgericht Vilnius (lit. Vilniaus apygardos administracinis teismas) ist eines von zwei Bezirksgerichten in Vilnius und eines von fünf Bezirksverwaltungsgerichten in Litauen. Die Adresse ist (seit 1. Juli 2004) Žygimantų g. 2. Das Bezirksverwaltungsgericht Vilnius wurde 1999 gegründet (auch wie alle litauische Verwaltungsgerichte).

## Richter
Es gibt 23 Richter. 
Gerichtspräsidenten
- 1999–2011: Zita Smirnovienė (* 1953)
- Seit Februar 2012: Ina Kirkutienė (* 1964)

Stellvertretender Gerichtspräsident: Donatas Vansevičius (* 1955).
Andere Richter: Rasa Ragulskytė-Markovienė (* 1976) u. a.